# Оленівська сільська рада (Козельщинський район)
Оленівська сільська рада — колишній орган місцевого самоврядування у Козельщинському районі Полтавської області з центром у селі Оленівка.

## Населені пункти
Сільраді підпорядковані села:
- Оленівка
- Бригадирівка
- Дзюбанівка
- Калинівка